# Puchar Niemiec w piłce siatkowej mężczyzn (2009/2010)
Rozgrywki o Puchar Niemiec w piłce siatkowej mężczyzn w sezonie 2009/2010 (DVV-Pokal) zainaugurowane zostały w październiku 2009 roku.
Rozgrywki składały się z pięciu faz: fazy regionalnej, 1/8 finału, ćwierćfinałów, półfinałów i finału.
Finał rozegrany został 7 marca 2010 roku w Gerry Weber Stadion w Halle (Westf.).
Zdobywcą Pucharu Niemiec została drużyna Generali Haching.

## Terminarz
| Runda           | Termin                              | Liczba meczów |
| --------------- | ----------------------------------- | ------------- |
| faza regionalna | 31 października – 15 listopada 2009 | brak danych   |
| 1/8 finału      | 27–29 listopada 2009                | 8             |
| ćwierćfinały    | 12–13 grudnia 2009                  | 4             |
| półfinały       | 30 grudnia 2009                     | 2             |
| finał           | 7 marca 2010                        | 1             |

## Drużyny uczestniczące
| Drużyny uczestniczące od 1/8 finału | Drużyny uczestniczące od 1/8 finału                                         |
| Bundesliga | 2. Liga                                                                     |
| --- | --------------------------------------------------------------------------- |
| - VC Bad Dürrenberg/Spergau - VC Franken - SCC Berlin - RWE Volleys Bottrop - TV Bühl - evivo Düren - VfB Friedrichshafen - Generali Haching - Netzhoppers Königs Wusterhausen - Moerser SC - TV Rottenburg - Wuppertal TITANS | - VCB Tecklenburger Land - TSV Bayer 04 Leverkusen - TuS Kriftel - VC Gotha |

## 1/8 finału
| 27.11.2009 | VC Franken | 3:0 (25:20, 25:17, 25:21) | TV Bühl |

| 28.11.2009 | TSV Bayer 04 Leverkusen | 0:3 (23:25, 20:25, 16:25) | evivo Düren |

| 28.11.2009 | VfB Friedrichshafen | 3:0 (25:20, 25:19, 25:21) | VC Bad Dürrenberg/Spergau |

| 28.11.2009 | VC Gotha | 0:3 (17:25, 15:25, 11:25) | SCC Berlin |

| 29.11.2009 | Generali Haching | 3:0 (25:21, 25:15, 25:20) | Netzhoppers KW |

| 29.11.2009 | Moerser SC | 3:0 (25:20, 25:15, 25:22) | RWE Volleys Bottrop |

| 29.11.2009 | VCB Tecklenburger Land | 1:3 (17:25, 21:25, 25:23, 22:25) | EnBW TV Rottenburg |

| 29.11.2009 | TuS Kriftel | 2:3 (25:21, 25:21, 24:26, 19:25, 9:15) | Wuppertal TITANS |

## Ćwierćfinały
| 13.12.2009 | Generali Haching | 3:1 (29:27, 25:19, 22:25, 25:19) | VC Franken |

| 12.12.2009 | EnBW TV Rottenburg | 3:0 (25:14, 25:16, 25:19) | Moerser SC |

| 13.12.2009 | evivo Düren | 3:2 (16:25, 25:20, 31:29, 18:25, 15:13) | SCC Berlin |

| 12.12.2009 | VfB Friedrichshafen | 3:0 (25:22, 25:20, 25:17) | Wuppertal TITANS |

## Półfinały
| 30.12.2009 | Generali Haching | 3:0 (25:18, 25:21, 25:18) | EnBW TV Rottenburg |

| 30.12.2009 | evivo Düren | 3:1 (25:22, 14:25, 25:16, 25:22) | VfB Friedrichshafen |

## Finał
| 7.03.2010 | Generali Haching | 3:2 (21:25, 23:25, 25:14, 25:14, 15:10) | evivo Düren |

## Klasyfikacja końcowa
| Miejsce | Zespół              |
| ------- | ------------------- |
| złoto   | Generali Haching    |
| 2.      | evivo Düren         |
| 3-4.    | VfB Friedrichshafen |
| 3-4.    | EnBW TV Rottenburg  |
| 5-8.    | VC Franken          |
| 5-8.    | Moerser SC          |
| 5-8.    | SCC Berlin          |
| 5-8.    | Wuppertal TITANS    |